# Wash Us in the Blood
Wash Us in the Blood è un singolo del rapper statunitense Kanye West, pubblicato il 30 giugno 2020.
Il brano vede la partecipazione del rapper statunitense Travis Scott.

## Video musicale
Il video musicale, diretto da Arthur Jafa, è stato reso disponibile il 30 giugno 2020.

## Tracce
Testi e musiche di Kanye West, Aaron Butts, Dwayne Abernathy Jr., Isaac de Boni, Jacques Webster II, Jahmal Gwin, M. Mbogo, Ronald Spence Jr. e Michael Mule.
1. Wash Us in the Blood (feat. Travis Scott) – 3:09

## Formazione
Musicisti
- Kanye West – voce
- Travis Scott – voce aggiuntiva

Produzione
- Kanye West – produzione
- BoogzDaBeast – produzione
- Ronny J – produzione
- FNZ – produzione
- Dem Jointz – produzione
- Dr. Dre – missaggio

## Successo commerciale
Con due giorni conteggiati Wash Us in the Blood ha esordito alla 49ª posizione della Billboard Hot 100, diventando la centottava entrata di West e la sessantaseiesima di Scott, grazie a 18 000 copie pure e 6,3 milioni di riproduzioni in streaming.

## Classifiche
| Classifica (2020) | Posizione massima |
| ----------------- | ----------------- |
| Australia         | 31                |
| Belgio (Fiandre)  | 67                |
| Canada            | 55                |
| Grecia            | 37                |
| Irlanda           | 32                |
| Lituania          | 47                |
| Portogallo        | 98                |
| Regno Unito       | 51                |
| Stati Uniti       | 49                |